# أرنولد تايلور
أرنولد تايلور (بالإنجليزية: Arnold Taylor)‏ (15 يوليو 1945 بجوهانسبرغ في جنوب أفريقيا - 22 نوفمبر 1981) هو ملاكم جنوب أفريقي، صنّف ضمن فئة وزن البانتام ‏.

## إحصائيات
خاض خلال مسيرته 50 نزالا، فاز في 40 وتعادل في 1 وخسر في 8. فاز بالضربة القاضية في 17 نزالا.

## روابط خارجية
- أرنولد تايلور على موقع بوكس ريك (الإنجليزية) (registration required)